# Radikaldemokratische Partei (Bulgarien)
Die Radikaldemokratische Partei (bulgarisch Радикалдемократическа партия Radikaldemokratitscheska Partija; kurz RDP) ist eine liberale Partei und eine der ältesten politischen Parteien in Bulgarien. Sie wurde 1905 als Abspaltung der Demokratischen Partei gegründet, die Nachfolgerin der alten Liberalen Partei (bulg. Либерална Партия Liberalna Partija, gegründet 1879) war.
Parteinahe Zeitungen waren: Demokrat (bulgarisch Демократ) und Radikal (bulgarisch Радикал) und die Zeitschrift Demokratitscheski pregled (bulgarisch Демократически преглед, etwa: „Demokratischer Überblick“).

## Politiker
- Todor Wlajkow
- Najtscho Zanow
- Ilija Georgow
- Anton Straschimirow
- Petko Todorow
- Nadeschda Michajlowa